# Torre Specola
La torre della Specola, alta 361 metri s.l.m., è un torrione in mattoni rossi, di forma ottagonale, costruito sullo sperone roccioso dove dal Cinquecento, più precisamente dall'anno 1509, fino alla fine del Settecento venivano eseguite le condanne a morte mediante impiccagione, sinistramente chiamato "quadrato delle forche".
L'edificio, ben visibile da molte parti della città di Genova, è integrato nello stesso recinto di mura che circonda il forte Castellaccio che dista dalla torre 230 metri in direzione Nord Ovest, con il quale viene talvolta confuso.

## Storia
La torre fu costruita tra il 1817 e il 1825 su progetto dell'architetto militare Giulio D'Andreis, inizialmente come opera autonoma con un proprio recinto di mura, denominata forte Specola. Quando, pochi anni più tardi, tra il 1830 ed il 1836, furono costruite le nuove caserme del forte Castellaccio, le due opere furono comprese entro un'unica cinta bastionata, accessibile tramite un ponte levatoio.
(Giuseppe Banchero, Genova e le due riviere, Luigi Pellas editore, Genova, 1846)
Dopo l'annessione al forte Castellaccio fu destinata, per un secolo, a prigione per i detenuti più pericolosi.
Tra il 1911 ed il 1914 fu eretto un piano aggiuntivo sopra il lastrico solare per adibirlo ad osservatorio meteorologico e ed aerologico.
La torre specola fa parte del catalogo dei Beni Culturali dal 1971.

## Struttura
La torre si presenta come una massiccia piramide tronca a base ottagonale, con una cannoniera su ogni lato, ognuna con una soprastante finestrella per lo smaltimento dei fumi di sparo.

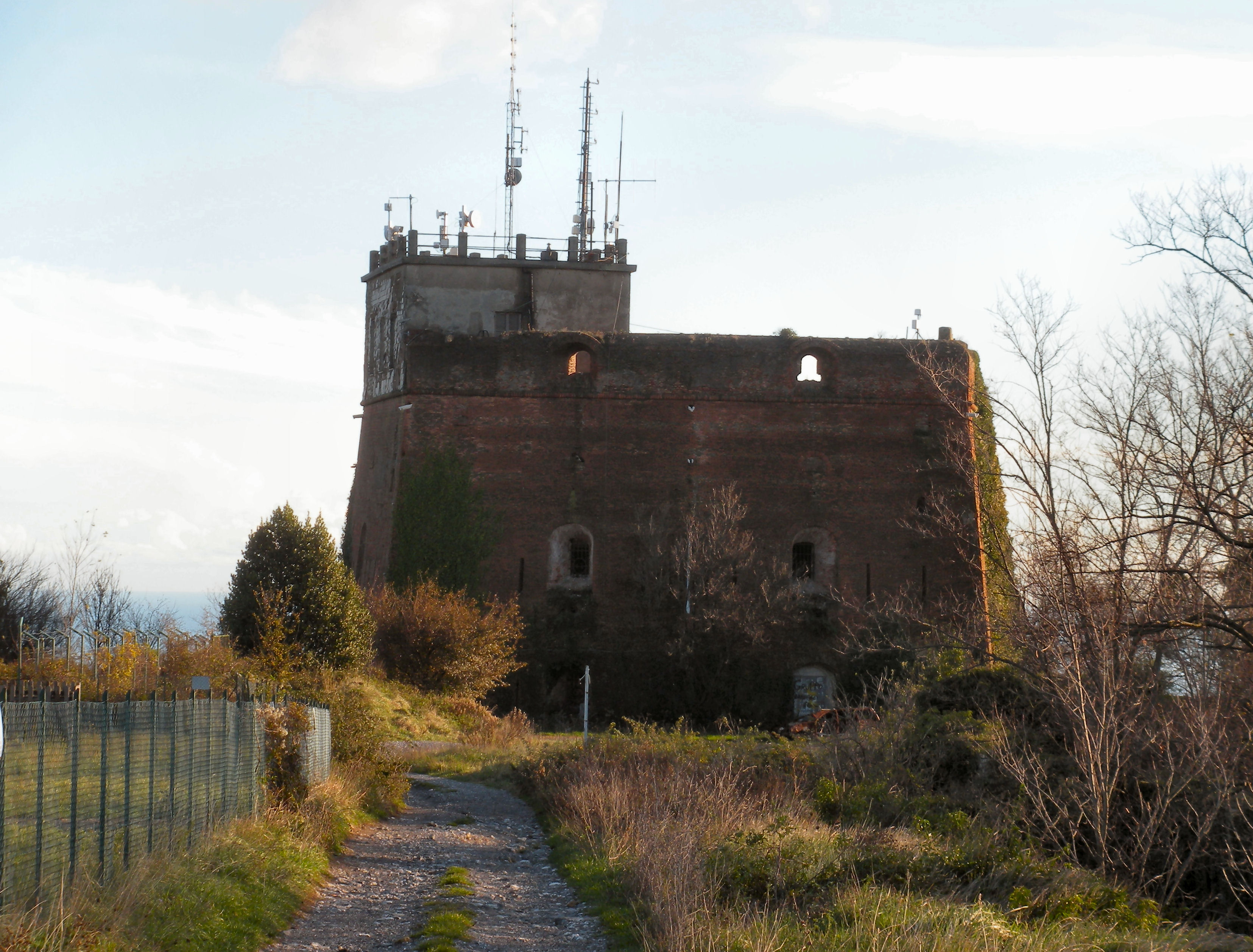
La torre vista da nord

Le quattro facce sul lato esposto verso la città presentano ognuna due feritoie laterali e sono coronate da caditoie. L'interno è su due piani fuori terra, più un sotterraneo con cisterna.
La torre poteva ospitare una guarnigione di 60 soldati, ai quali se ne potevano aggiungere altri 120, alloggiati “paglia a terra”, in caso di necessità.
Sul tetto è presente un locale sopraelevato, costruito intorno al 1911 dall'Istituto idrografico della Marina, che fino agli anni sessanta del Novecento ospitò un osservatorio meteorologico. Utilizzata come deposito ed archivio dallo stesso istituto idrografico, oggi la torre è abbandonata.

## Curiosità
Fra il 1875 e il 1940, da una casamatta collocata sulle mura esterne, a mezzogiorno esatto veniva sparato un colpo di cannone, con funzione di segnale orario per la sincronizzazione dei cronometri di bordo delle navi; questo sparo era comunemente chiamato "il cannone di mezzogiorno". Il botto veniva udito in tutta la città e segnava anche il mezzogiorno per i lavoratori del porto di Genova: i cosiddetti camalli. Sospesa allo scoppio della seconda guerra mondiale, questa tradizione non fu più ripresa.
Durante il periodo in cui la Marina Militare adibì la torre a osservatorio meteorologico, aerologico e sismico, si dice che il personale militare di guardia avvertiva la presenza di ombre a cui alcune volte furono rivolti spari, ma non fu mai ucciso nessuno. Anche il sismografo installato nella torre registrava strani errori, mai rilevati in altri sismografi in zona.